# Baramba
Baramba é uma vila e sede da comuna rural de Nampé, na circunscrição de Cutiala, na região de Sicasso ao sul do Mali.

## História
O explorador francês René Caillié parou em Baramba em 18 de fevereiro de 1828 em sua jornada para Tombuctu. Ele estava viajando com uma caravana que transportava nozes de cola para Jené. Em seu livro Viagens através da Ásia Central para Tombuctu publicado em 1830, escreveu o nome da vila omo Bamba. Segundo ele:
| “ | Após avançar por quatro milhas nós paramos na vila de Bamba, que é sombreada por baobás. No mercado eu observei que mulheres usavam anéis de vidro no nariz; e algumas tinhas esses ornamentos feitos de ouro ou cobre. Essa vila contem de 300 a 400 habitantes. | ” |

A rota da caravana de Caillié passou a alguns quilômetros a oeste de onde é hoje a cidade de Cutiala. A cidade não existia à época: foi fundada no final do século XIX pelo exército francês após a conquista. Em 1889, o fama Tiebá (r. 1866–1893) ao encontrar-se com o chefe de Baramba é informado que ele está tendo dificuldades com a vila de Basso e Tiebá marcha contra ela. Segundo informado a Tiebá, um habitante de Cumberi havia ido a Baramba prestar condolências ao chefe por ocasião da morte de sua mãe, mas foi morto em sua passagem em Basso.